# Aggie (導盲犬)
Aggie（1994年12月5日－2011年1月8日），拉布拉多犬種，臺灣第一隻導盲犬。

## 生平

### 訓練
李登輝任中華民國總統時，為培養導盲犬，在官邸養了名為「喬治」與「瑪麗」的導盲犬種犬，於1990年春生了六頭幼犬。1991年12月27日，時任台灣盲人重建院院長的曾文雄邀請日本光明之家盲人職業訓練所附設導盲大訓練師日紫禧津三來總統官邸評估，結論是這批犬受到過度保護，缺乏專業訓練，且近親交配，品種也受到影響。1993年9月1日，曾文雄展開臺灣導盲犬計畫，以三年時間自澳洲引進種犬、訓練人員的培育、犬隻交配孕育，和寄養家庭的徵募。這批導盲犬因訓練問題，淘汰到只剩下一隻名叫「Aggie」的拉布拉多犬可用。
Aggie生於1994年12月5日時，有澳洲皇家導盲犬協會的拉布拉多犬血統證書。初期，牠是送到一個加油站長的家庭寄養，還會叼流浪狗回家請主人照顧，而且從不在家裡隨便大小便。導盲犬會先寄養在一般家庭，適應人的習性，一歲後再送回犬舍訓練。1990年代初時只有日本和澳洲有導盲犬訓練學校，Aggie於是以三百萬日幣交與日本培訓。
1996年7月，曾文雄派遣任盲人重建院教務主任的盲人柯明期，前往大阪與Aggie學習相處。柯明期不諱言，因他小時候有被惡犬咬的經驗，當初對狗一點好感都沒有。剛開始Aggie只聽得懂英語、日語口令，後逐漸聽得懂柯明期的國語口令。

### 服務
1996年11月1日，通過八十項測驗的Aggie，Aggie從惠光導盲犬教育基金會順利畢業，由惠光導盲犬教育基金會董事長曾文雄為牠戴上台灣第一枚導盲犬證明頸勳，宣告臺灣第一隻導盲犬開始為柯明期服務。原本預定參加的李登輝因接待前波蘭總統華勒沙不克前來，便指派總統府秘書長黃昆輝代表，外交部長章孝嚴夫人黃美倫，和促成日本協助台灣導盲犬訓練事宜的前駐日代表林金莖出席。
柯明期回憶第一次帶導盲犬搭公車時，當時等了一班又一班，沒有一輛願意停車載，剛好三重客運299路公車有乘客要下車才停車，那時Aggie反應迅速，拉著他一躍就上了公車，遭司機斥責怎麼可以帶這麼大的狗上車，欲趕他下車否則車子就不開。當時《汽車運輸業管理規則》明定，客運業得拒絕不適宜運送的動物。但其他乘客因趕時間，催促駕駛員快開，駕駛員只好開動，沿路還一直抱怨萬一狗大小便或兇性大發咬傷乘客如麼辦？又說導盲犬也要買半票等。1996年11月5日，交通部在收台灣盲人重建院的行文後，部長蔡兆陽指示所屬研議修訂相關法令。同月22日，蔡兆陽表示將通函所屬機關與交通行業，明定導盲犬陪伴盲胞乘坐各項交通工具無需購票，並可自由出入觀光及風景遊樂區、郵局與電信公司等。
1997年2月20日，在柯明期及訓練師陳慧娟帶領下，首次帶Aggie搭飛機到高雄參加南區視障教育研習會。當年4月25日，交通部增訂運輸業不得拒絕視障者攜帶導盲犬搭乘車輛，而且不必為導盲犬另外購票。為了讓導盲犬在臺灣暢行無阻，柯明期向內政部、交通部、教育部、民航局、鐵路局等單位申請了五張公文，隨身攜帶。
柯明期回想，初期Aggie常被附近居民排擠，甚至遭到斥責，一路走來滿腹辛酸，且不只人欺狗，連狗也欺狗。他說Aggie不可能咬人，也很少吠叫，只聽過輕聲叫過兩次，一次是被他關門夾到尾巴，另一次是被他踩到。好幾回，Aggie被流浪犬圍攻，眼睛看不見的柯明期還是得抱起廿幾公斤的Aggie逃離現場。也有幾次，Aggie遇到流浪犬，儘管發抖但依舊前行，於是柯明期之後遇有流浪犬就下令繞路。
到1999年中，全臺灣有約五萬的盲人，卻只有Aggie這隻導盲犬，也無合格的導盲犬訓練師。年尾，11月10日，經紐西蘭皇家導盲犬中心訓練的臺灣第二隻導盲犬Ohara結訓，協助淡江大學資訊所全盲的研究生張國瑞，同時臺灣兩位受訓中的導盲犬訓練師及指導員也即將結業。

### 退休
2002年4月，因Aggie已後腳關節退化、前腳軟骨碎裂，但因經過訓練，不敢吼叫，直到紐西蘭的導盲犬專家察覺後，柯明期開始申請讓Aggie退休，由另一隻叫「Onor」的拉布拉多犬與捲毛獵犬混種的導盲犬接替。2003年6月6日，盲人重建院舉辦退休典禮，由曾文雄將一面純金打造的勳章和花環掛在Aggie的脖子上，交由重建院義工醫師王紫光夫婦領養。
領養已經年邁的Aggie，王紫光首先是調整牠的飲食問題，因狗飼料中有一種油氧化的味道，他改以調配麥芽粉、啤酒酵母、葡萄糖胺等綜合的營養食品。之後最明顯的改善就是Aggie的毛髮，毛色變深、掉毛減少，皮膚狀況也不再有斑癬，體力也隨之增強。散步有時就順著Aggie自己想走的方向，但牠還是習慣走在同行人的左側。夫妻也曾帶著Aggie去拜訪狗醫生協會，訓犬師點出Aggie卸下導盲鞍後，反倒缺乏自信的心理問題，也教導了王醫師夫婦多用語調、零食等獎勵方式來開導行為。之後，Aggie還去定期上公共電視兒童節目「蝙蝠AMIGO」客串助理主持一角，參加外景或是棚內錄影。
2004年6月4日，立法院通過《身心障礙者保護法》增訂條文規定，視障者由合格的導盲犬陪同，得自由出入公共場所、公共建築物、營業場所、公共交通工具及其他公共設施，違者勸導改善，逾期未改善者，處以一萬元至三萬元以下罰鍰。8月20日，由柯明期口述的書《台灣第一隻導盲犬Aggie─你的左邊曾是我最驕傲的位置》出版。該年，臺灣已有十隻合格的導盲犬，大台北地區就有八隻。
2011年1月8日午后，Aggie在領養家庭，嚥下最後一口氣。同月28日，惠光導盲犬教育基金會特為牠舉辦了告別追思會。